# Södermanlands runinskrifter 61
Södermanlands runinskrifter 61 är en vikingatida runsten av granit, som står i skogen omkring 500 meter ostnordost om Malm i Husby-Oppunda socken och Nyköpings kommun i Södermanland. Den är 1,3 meter hög, 70 cm bred och 30 cm tjock. Runhöjden är 8-10 cm.

## Inskriften
Translitterering av runraden:
þorstain : lit · þina : rita : stain : e(f)ila : stetr : eftiR : þorbiarn : salui · auk : simiþr : at · sen boroþur
Normalisering till runsvenska:
Þorstæinn let þenna retta stæin, hæfila(?) stændr æftiR Þorbiorn, Salvi ok Smiðr at senn broður.
Översättning till nusvenska:
Torsten lät resa denna sten — ståtligt står den efter Torbjärn — Salve och Smid efter sin broder.
Inskriften är skriven på vers, och kan delas på följande sätt:
Þorstæinn lét 

þenna rétta 

stæin, æfila 

stændr æftiR Þorbiærn, 

Salvi ok Smiðr 

at sinn broður.